# Hemipholis
Hemipholis is een geslacht van slangsterren uit de familie Ophiactidae.

## Soorten
- Hemipholis cordifera (Bosc, 1802)
- Hemipholis gracilis Verrill, 1867